# G0 fáze

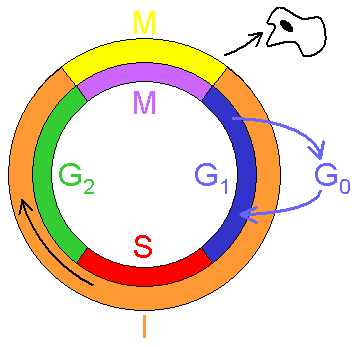
Buněčný cyklus

Fáze G0 označuje buněčný stav, kdy se eukaryotická buňka nepřipravuje na dělení a neproliferuje. Označení vychází z anglického growth (růst).
Dříve se předpokládalo, že buňky vstupují do G0 primárně kvůli faktorům prostředí, jako je nedostatek živin, které jsou nezbytné pro proliferaci. Tento předpoklad je ale mylný. Například většina dospělých neuronových buněk, patřících mezi metabolicky nejaktivnější buňky v těle, je plně diferencovaná a jsou v terminální fázi G0. Neurony sídlí v tomto stavu ne kvůli náhodnému nebo omezenému přísunu živin, ale díky svému vývojovému programu.
G0 byl jako buněčný stav zaznamenán již v raných studií buněčného cyklu. Když první studie s využitím technik radioaktivního značení definovaly čtyři fáze buněčného cyklu, bylo zjištěno, že ne všechny buňky v populaci proliferují podobnou rychlostí. Populační „růstová frakce“ – tj. část populace, která roste – se aktivně množila, ale jiné buňky existovaly v neproliferujícím stavu. Některé z těchto neproliferujících buněk mohly reagovat na vnější podněty a opětovně vstoupit do buněčného cyklu. První protichůdné názory buď považovaly neproliferující buňky jednoduše za buňky v prodloužené fázi G1, anebo ve fázi buněčného cyklu odlišného od G1 – nazývaného G0. Následný výzkum identifikoval tzv. R-bod (G1/S kontrolní bod) v G1, před nímž mohou buď vstoupit do fáze G0, nebo jsou směřovány k mitóze.

## Rozmanitost G0stavů
Existují tři stavy G0, které lze kategorizovat buď jako reverzibilní (klidový) nebo nevratné (senescentní a diferencovaný). Do každého z těchto tří stavů lze vstoupit z fáze G1 předtím, než se buňka zapojí do dalšího kola buněčného cyklu. Do „klidového“ stavu subpopulace buněk vstupuje v reakci na vnější signály. Buňky v klidovém stavu jsou často identifikovány podle nízkého obsahu RNA, nedostatku markerů buněčné proliferace, což ukazuje na nízkou buněčnou aktivitu. Senescence se liší od klidového stavu tím, že jde o nevratný stav, do kterého buňky vstupují v reakci na poškození nebo degradaci DNA. K takovému poškození DNA může dojít v důsledku zkrácení telomer během mnoha buněčných dělení, stejně jako vlivem vystavení reaktivním sloučeninám kyslíku; aktivace onkogenu a fúzí buněk. Senescentní buňky se již nemohou replikovat, ale zůstávají schopné vykonávat mnoho normálních buněčných funkcí. Senescence je často biochemickou alternativou k sebezničení takto poškozené buňky apoptózou. Diferencované buňky jsou kmenové buňky, které prošly diferenciačním programem, aby dosáhly zralého – terminálně diferencovaného – stavu. Diferencované buňky nadále zůstávají v G0 a plní své hlavní funkce neomezeně dlouho.